# FC Slovan Rosice
FC Slovan Rosice je český fotbalový klub, který sídlí v Rosicích v Jihomoravském kraji. Rosičtí v sezóně 2010/11 vyhráli divizní skupinu „D“ a postoupili tak do Moravskoslezské fotbalové ligy, v sezóně 2012/13 však po dvouletém působení ve třetí nejvyšší soutěži sestoupili zpět do Divize D. Od sezóny 2019/20 nastupoval Slovan Rosice opět v Moravskoslezské fotbalové lize.. Od sezóny 2025/26 hraje klub krajský přebor. 
Klubové barvy jsou žlutá a černá. Své domácí zápasy odehrává na stadionu FC Slovan Rosice s kapacitou 1 200 diváků.

## Historie
Počátky organizovaného fotbalu v Rosicích sahají do počátku 20. století, za datum vzniku lze považovat 2. duben 1909, kdy proběhla ustavující schůze klubu SK Slovan Rosice. V době po 2. světové válce oddíl spadal pod tělovýchovnou jednotu Slovan Rosice.
Prvním úspěšným obdobím klubu byla 30. léta 20. století, kdy Rosice hrály župní přebor, v roce 1932 jej vyhrály a bojovaly o postup do moravsko-slezské divize. Horší výsledky v pozdějších letech znamenaly sestup do nižších soutěží. V polovině 70. let postoupily Rosice z okresního přeboru do I. B a v následujících letech nakrátko i do I. A třídy. Od roku 1999 klub nese název FC Slovan Rosice a má formu akciové společnosti.
Nejúspěšnější období rosického fotbalu začíná po roce 2000, kdy A-mužstvo v průběhu devíti let postoupilo o čtyři soutěže výše (v roce 2003 do I. A třídy, 2004 do krajského přeboru, 2010 do divize a 2011 do MSFL). Do vyšších soutěží postupovalo i B-mužstvo: od roku 1998, kdy hrálo IV. třídu, až do I. B třídy, kam postoupilo v roce 2011. Po skončení sezóny 2013/14 se vedení klubu rozhodlo rezervní tým zrušit, před sezonou 2018/19 svou činnost obnovil.
V sezónách 2011/12 a 2012/13 hrálo A-mužstvo třetí nejvyšší domácí soutěž – Moravskoslezskou fotbalovou ligu, kam pod vedením trenéra Libora Zelníčka postoupilo jako vítěz divize. Na základě nových pravidel fotbalového svazu, platných od této sezóny, klub funguje jako tzv. „farma“ druholigového Znojma, díky čemuž mohou za Rosice nastupovat méně vytížení, ale zkušenější hráči z klubu hrajícího vyšší soutěž. Na jaře vedl mužstvo bývalý fotbalový reprezentant a někdejší trenér prvoligového Brna Karel Jarůšek, Rosice se pod jeho vedením ve svém premiérovém ročníku v MSFL zachránily (32 bodů v tabulce, 14. místo z 16 týmů).
V sezóně 2012/13 byl trenérem A-mužstva Jiří Pecha, bývalý trenér mládežnických týmů Zbrojovky Brno. Rosice pod jeho vedením zaznamenaly první větší úspěch, když ve druhém kole Poháru České pošty vyřadily favorizovanou Zbrojovku Brno 2:1. Celkově se však týmu v sezóně nedařilo a skončil na posledním místě, což znamenalo sestup do divize.
V sezóně 2013/14 skončilo mužstvo Rosic na 2. místě se ztrátou jediného bodu na vítězný Vyškov. Po skončení sezóny byla Rosicím nabídnuta možnost mimořádného postupu do MSFL z důvodu odhlášení družstva Mikulovic, vedení klubu však tuto nabídku nakonec odmítlo. Do MSFL tak nakonec mimořádně postoupila až ze čtvrtého místa SK Líšeň.

## Historické názvy
- 1909 – SK Slovan Rosice (Sportovní klub Slovan Rosice)
- 1954 – TJ Slovan Rosice (Tělovýchovná jednota Slovan Rosice)
- 1999 – FC Slovan Rosice (Football Club Slovan Rosice)

## Fotbalový stadion
Fotbalový stadion na nynějším místě na severním okraji města byl vybudován v roce 1941, začátkem 60. let byla dokončena tribuna, v 80. letech restaurace. Až do poloviny 90. let se hrálo na nevyhovujícím škvárovém povrchu. Nyní sportovní areál disponuje dvěma travnatými hřišti a dále malým hřištěm s umělým povrchem a osvětlením. Jeho součástí je také posilovna, sauna, restaurace a hotel.

### Rekordy v návštěvnosti
Kapacita stadionu nebyla nikdy oficiálně určena, rekordy v návštěvnosti však známy jsou a vážou se k účasti v Poháru ČMFS/FAČR. V těchto utkáních byly prostory pro diváky plně obsazeny.
- 2010/11 – 1 130 diváků, Slovan Rosice (IV.) – Zbrojovka Brno (I.) 1:2 (1:0), hráno ve čtvrtek 2. září 2010 od 17 hodin[8][9]
- 2012/13 – 1 150 diváků, Slovan Rosice (III.) – Zbrojovka Brno (I.) 2:1 (1:1), hráno ve středu 5. září 2012 od 17 hodin[10][11]
- 2018/19 – 1 568 diváků, Slovan Rosice (IV.) – Zbrojovka Brno (II.) 0:2 (0:2), hráno ve středu 5. září 2018 od 17 hodin[12][13]

## Přátelská utkání s prvoligovými oddíly
V neděli 29. listopadu 1953 se v Rosicích hrálo přátelské utkání mezi domácím Slovanem a prvoligovým bratislavským Slovanem ÚNV. Hosté zvítězili 14:4 (4:3), jejich branky vstřelili Pažický (8), Čurgaly (3), Brehovský (2) a Morvay, za domácí skórovali Švec (2) a Malata (2).

## Slavní odchovanci
Ke známým odchovancům patří Ladislav Krejčí.
Jedním z úspěšných hráčů rosického klubu je Petr Malata (* 24. července 1982). Za A-mužstvo poprvé nastoupil jako patnáctiletý na jaře 1998 při vítězné jízdě Okresním přeborem. Během posledních 17 ročníků (od sezony 2002/03 do konce sezony 2020/21) nastřílel za rosické A-mužstvo v 6 různých soutěžích celkem 298 branek.
Nejvýše hrál 3. ligu (MSFL) – v této soutěži debutoval během hostování v Dolních Kounicích (2001/02), dále ji hrál v Bystrci-Kníničkách (2004/05: 1 gól) a nakonec s Rosicemi (2011–2013). V mládežnickém věku hostoval také v zastávecké Čechii a tamtéž je na hostování od 1. července 2021.
III. – Moravskoslezská fotbalová liga (26): 25/14 (2011/12), 28/8 (2012/13), 17/4 (2019/20), 10/0
IV. – Divize D (128): 19 (2009/10), 21 (2010/11), 28/13 (2013/14), 15/8 (2014/15), 28/20 (2015/16), 26/18 (2016/17), 13/8 (2017/18), 29/21 (2018/19)
V. – Přebor Jihomoravského kraje (95): 14 (2004/05), 17 (2005/06), 13 (2006/07), 22 (2007/08), 29 (2008/09)
VI. – I. A třída Jihomoravského kraje (18): 18 (2003/04)
VII. – I. B třída Jihomoravského kraje (20): 20 (2002/03)
Pohár FAČR (11): 1 (2011/12), 4 (2012/13), 3 (2013/14), 3 (2018/19)

## Umístění v jednotlivých sezonách
Stručný přehled
Zdroj: 
- 1933–1946: I. A třída BZMŽF
- 1946–1947: I. A třída BZMŽF – I. okrsek
- 1947–1948: I. B třída BZMŽF – II. okrsek
- 1976–1978: I. A třída Jihomoravského kraje – sk. A
- 1978–1979: I. B třída Jihomoravského kraje – sk. A
- 1984–1985: Jihomoravská krajská soutěž I. třídy – sk. C
- 1987–1991: Okresní přebor Brno-venkov
- 1991–1992: I. B třída Jihomoravské župy – sk. B
- 1992–1993: I. B třída Jihomoravské župy – sk. A
- 1993–1994: I. B třída Jihomoravské župy – sk. C
- 1994–1998: Okresní přebor Brno-venkov
- 1998–2000: I. B třída Jihomoravské župy – sk. B
- 2000–2001: I. B třída Jihomoravské župy – sk. D
- 2001–2002: I. B třída Jihomoravské župy – sk. B
- 2002–2003: I. B třída Jihomoravského kraje – sk. B
- 2003–2004: I. A třída Jihomoravského kraje – sk. A
- 2004–2009: Přebor Jihomoravského kraje
- 2009–2011: Divize D
- 2011–2013: Moravskoslezská fotbalová liga
- 2013–2019: Divize D
- 2019–2025: Moravskoslezská fotbalová liga
- 2025–: Přebor Jihomoravského kraje

Jednotlivé ročníky
Zdroj: 
Legenda: Z – zápasy, V – výhry, R – remízy, P – porážky, VG – vstřelené góly, OG – obdržené góly, +/- – rozdíl skóre, B – body, červené podbarvení – sestup, zelené podbarvení – postup, fialové podbarvení – reogranizace, změna skupiny či soutěže
| Československo (1933 – 1939)             |                                                             |                                                             |                                                             |                                                             |                                                             |                                                             |                                                             |                                                             |                                                             |                                                             |                                                             |
| Sezóny                                   | Liga                                                        | Úroveň                                                      | Z                                                           | V                                                           | R                                                           | P                                                           | VG                                                          | OG                                                          | +/−                                                         | B                                                           | Pozice                                                      |
| 1933/34                                  | I. A třída BZMŽF                                            | 3                                                           | 18                                                          | 6                                                           | 3                                                           | 9                                                           | 33                                                          | 51                                                          | −18                                                         | 15                                                          | 8.                                                          |
| 1934/35                                  | I. A třída BZMŽF                                            | 3                                                           | 18                                                          | 4                                                           | 2                                                           | 12                                                          | 27                                                          | 63                                                          | −36                                                         | 10                                                          | 9.                                                          |
| 1935/36                                  | I. A třída BZMŽF                                            | 3                                                           | 20                                                          | …                                                           | …                                                           | …                                                           | …                                                           | …                                                           | …                                                           |                                                             |                                                             |
| 1936/37                                  | I. A třída BZMŽF                                            | 3                                                           | 22                                                          | …                                                           | …                                                           | …                                                           | …                                                           | …                                                           | …                                                           |                                                             |                                                             |
| 1937/38                                  | I. A třída BZMŽF                                            | 3                                                           | 22                                                          | …                                                           | …                                                           | …                                                           | …                                                           | …                                                           | …                                                           |                                                             |                                                             |
| 1938/39                                  | I. A třída BZMŽF                                            | 3                                                           | 26                                                          | …                                                           | …                                                           | …                                                           | …                                                           | …                                                           | …                                                           |                                                             |                                                             |
| Protektorát Čechy a Morava (1939 – 1944) |                                                             |                                                             |                                                             |                                                             |                                                             |                                                             |                                                             |                                                             |                                                             |                                                             |                                                             |
| Sezóny                                   | Liga                                                        | Úroveň                                                      | Z                                                           | V                                                           | R                                                           | P                                                           | VG                                                          | OG                                                          | +/−                                                         | B                                                           | Pozice                                                      |
| 1939/40                                  | I. A třída BZMŽF                                            | 3                                                           | 30                                                          | 14                                                          | 3                                                           | 13                                                          | 92                                                          | 83                                                          | +9                                                          | 31                                                          | 8.                                                          |
| 1940/41                                  | I. A třída BZMŽF                                            | 3                                                           | 30                                                          | …                                                           | …                                                           | …                                                           | …                                                           | …                                                           | …                                                           |                                                             |                                                             |
| 1941/42                                  | I. A třída BZMŽF                                            | 3                                                           | 23                                                          | 16                                                          | 1                                                           | 6                                                           | 90                                                          | 54                                                          | +36                                                         | 33                                                          | 2.                                                          |
| 1942/43                                  | I. A třída BZMŽF                                            | 3                                                           | 26                                                          | …                                                           | …                                                           | …                                                           | …                                                           | …                                                           | …                                                           |                                                             |                                                             |
| 1943/44                                  | I. A třída BZMŽF                                            | 3                                                           | 26                                                          | …                                                           | …                                                           | …                                                           | …                                                           | …                                                           | …                                                           |                                                             |                                                             |
| 1943/44                                  | I. A třída BZMŽF                                            | 3                                                           | 26                                                          | 13                                                          | 1                                                           | 12                                                          | 89                                                          | 84                                                          | +5                                                          | 27                                                          | 9.                                                          |
| 1944/45                                  | Končila druhá světová válka, pravidelné soutěže se nehrály. | Končila druhá světová válka, pravidelné soutěže se nehrály. | Končila druhá světová válka, pravidelné soutěže se nehrály. | Končila druhá světová válka, pravidelné soutěže se nehrály. | Končila druhá světová válka, pravidelné soutěže se nehrály. | Končila druhá světová válka, pravidelné soutěže se nehrály. | Končila druhá světová válka, pravidelné soutěže se nehrály. | Končila druhá světová válka, pravidelné soutěže se nehrály. | Končila druhá světová válka, pravidelné soutěže se nehrály. | Končila druhá světová válka, pravidelné soutěže se nehrály. | Končila druhá světová válka, pravidelné soutěže se nehrály. |
| Československo (1945 – 1993)             |                                                             |                                                             |                                                             |                                                             |                                                             |                                                             |                                                             |                                                             |                                                             |                                                             |                                                             |
| Sezóna                                   | Liga                                                        | Úroveň                                                      | Z                                                           | V                                                           | R                                                           | P                                                           | VG                                                          | OG                                                          | +/−                                                         | B                                                           | Pozice                                                      |
| 1945/46                                  | I. A třída BZMŽF                                            | 3                                                           | 30                                                          | 9                                                           | 4                                                           | 17                                                          | 85                                                          | 117                                                         | −32                                                         | 22                                                          | 13.                                                         |
| 1946/47                                  | I. A třída BZMŽF – I. okrsek                                | 3                                                           | 22                                                          | 3                                                           | 3                                                           | 16                                                          | 31                                                          | 94                                                          | −63                                                         | 9                                                           | 12.                                                         |
| 1947/48                                  | I. B třída BZMŽF – II. okrsek                               | 4                                                           | 22                                                          | …                                                           | …                                                           | …                                                           | …                                                           | …                                                           | …                                                           |                                                             |                                                             |
| …                                        |                                                             |                                                             |                                                             |                                                             |                                                             |                                                             |                                                             |                                                             |                                                             |                                                             |                                                             |
| 1976/77                                  | I. A třída Jihomoravského kraje – sk. A                     | 6                                                           | 26                                                          | 10                                                          | 7                                                           | 9                                                           | 48                                                          | 50                                                          | −2                                                          | 27                                                          | 8.                                                          |
| 1977/78                                  | I. A třída Jihomoravského kraje – sk. A                     | 5                                                           | 26                                                          | 9                                                           | 4                                                           | 13                                                          | 30                                                          | 40                                                          | −10                                                         | 22                                                          | 13.                                                         |
| 1978/79                                  | I. B třída Jihomoravského kraje – sk. A                     | 6                                                           | 26                                                          | 14                                                          | 4                                                           | 8                                                           | 58                                                          | 32                                                          | +26                                                         | 32                                                          | 4.                                                          |
| …                                        |                                                             |                                                             |                                                             |                                                             |                                                             |                                                             |                                                             |                                                             |                                                             |                                                             |                                                             |
| 1984/85                                  | Jihomoravská krajská soutěž I. třídy – sk. C                | 6                                                           | 30                                                          | 6                                                           | 12                                                          | 12                                                          | 43                                                          | 67                                                          | −24                                                         | 22                                                          | 14.                                                         |
| …                                        |                                                             |                                                             |                                                             |                                                             |                                                             |                                                             |                                                             |                                                             |                                                             |                                                             |                                                             |
| 1987/88                                  | Okresní přebor Brno-venkov                                  | 8                                                           | 26                                                          | 10                                                          | 6                                                           | 10                                                          | 54                                                          | 50                                                          | +4                                                          | 26                                                          | 6.                                                          |
| 1988/89                                  | Okresní přebor Brno-venkov                                  | 8                                                           | 26                                                          | 16                                                          | 4                                                           | 6                                                           | 58                                                          | 38                                                          | +20                                                         | 36                                                          | 2.                                                          |
| 1989/90                                  | Okresní přebor Brno-venkov                                  | 8                                                           | 26                                                          | 9                                                           | 8                                                           | 9                                                           | 53                                                          | 44                                                          | +9                                                          | 26                                                          | 8.                                                          |
| 1990/91                                  | Okresní přebor Brno-venkov                                  | 8                                                           | 26                                                          | 14                                                          | 5                                                           | 7                                                           | 52                                                          | 27                                                          | +25                                                         | 33                                                          | 4.                                                          |
| 1991/92                                  | I. B třída Jihomoravské župy – sk. B                        | 7                                                           | 26                                                          | 12                                                          | 4                                                           | 10                                                          | 51                                                          | 39                                                          | +12                                                         | 28                                                          | 7.                                                          |
| 1992/93                                  | I. B třída Jihomoravské župy – sk. A                        | 7                                                           | 26                                                          | 11                                                          | 7                                                           | 8                                                           | 47                                                          | 45                                                          | +2                                                          | 29                                                          | 6.                                                          |
| Česko (1993 – )                          |                                                             |                                                             |                                                             |                                                             |                                                             |                                                             |                                                             |                                                             |                                                             |                                                             |                                                             |
| Sezóna                                   | Liga                                                        | Úroveň                                                      | Z                                                           | V                                                           | R                                                           | P                                                           | VG                                                          | OG                                                          | +/−                                                         | B                                                           | Pozice                                                      |
| 1993/94                                  | I. B třída Jihomoravské župy – sk. C                        | 7                                                           | 26                                                          | 8                                                           | 1                                                           | 17                                                          | 36                                                          | 65                                                          | −29                                                         | 17                                                          | 14.                                                         |
| 1994/95                                  | Okresní přebor Brno-venkov – sk. A                          | 8                                                           | 28                                                          | …                                                           | …                                                           | …                                                           | …                                                           | …                                                           | …                                                           | …                                                           | 3.                                                          |
| 1995/96                                  | Okresní přebor Brno-venkov                                  | 8                                                           | 30                                                          | 10                                                          | 9                                                           | 11                                                          | 41                                                          | 57                                                          | −16                                                         | 39                                                          | 11.                                                         |
| 1996/97                                  | Okresní přebor Brno-venkov                                  | 8                                                           | 30                                                          | 18                                                          | 4                                                           | 8                                                           | 65                                                          | 40                                                          | +25                                                         | 58                                                          | 3.                                                          |
| 1997/98                                  | Okresní přebor Brno-venkov                                  | 8                                                           | 30                                                          | 28                                                          | 2                                                           | 0                                                           | 132                                                         | 29                                                          | +103                                                        | 86                                                          | 1.                                                          |
| 1998/99                                  | I. B třída Jihomoravské župy – sk. B                        | 7                                                           | 26                                                          | 10                                                          | 4                                                           | 12                                                          | 34                                                          | 46                                                          | −12                                                         | 34                                                          | 9.                                                          |
| 1999/00                                  | I. B třída Jihomoravské župy – sk. B                        | 7                                                           | 26                                                          | 11                                                          | 2                                                           | 13                                                          | 46                                                          | 43                                                          | +3                                                          | 35                                                          | 7.                                                          |
| 2000/01                                  | I. B třída Jihomoravské župy – sk. D                        | 7                                                           | 26                                                          | 16                                                          | 2                                                           | 8                                                           | 73                                                          | 41                                                          | +32                                                         | 50                                                          | 2.                                                          |
| 2001/02                                  | I. B třída Jihomoravské župy – sk. B                        | 7                                                           | 26                                                          | 18                                                          | 3                                                           | 5                                                           | 80                                                          | 29                                                          | +51                                                         | 57                                                          | 3.                                                          |
| 2002/03                                  | I. B třída Jihomoravského kraje – sk. B                     | 7                                                           | 26                                                          | 23                                                          | 1                                                           | 2                                                           | 99                                                          | 14                                                          | +85                                                         | 70                                                          | 1.                                                          |
| 2003/04                                  | I. A třída Jihomoravského kraje – sk. A                     | 6                                                           | 26                                                          | 20                                                          | 4                                                           | 2                                                           | 79                                                          | 20                                                          | +59                                                         | 64                                                          | 1.                                                          |
| 2004/05                                  | Přebor Jihomoravského kraje                                 | 5                                                           | 30                                                          | 11                                                          | 7                                                           | 12                                                          | 49                                                          | 43                                                          | +6                                                          | 40                                                          | 9.                                                          |
| 2005/06                                  | Přebor Jihomoravského kraje                                 | 5                                                           | 30                                                          | 13                                                          | 6                                                           | 11                                                          | 62                                                          | 48                                                          | +14                                                         | 45                                                          | 5.                                                          |
| 2006/07                                  | Přebor Jihomoravského kraje                                 | 5                                                           | 30                                                          | 12                                                          | 9                                                           | 9                                                           | 57                                                          | 46                                                          | +11                                                         | 45                                                          | 7.                                                          |
| 2007/08                                  | Přebor Jihomoravského kraje                                 | 5                                                           | 30                                                          | 13                                                          | 5                                                           | 12                                                          | 59                                                          | 50                                                          | +9                                                          | 44                                                          | 7.                                                          |
| 2008/09                                  | Přebor Jihomoravského kraje                                 | 5                                                           | 30                                                          | 19                                                          | 4                                                           | 7                                                           | 65                                                          | 34                                                          | +31                                                         | 61                                                          | 1.                                                          |
| 2009/10                                  | Divize D                                                    | 4                                                           | 28                                                          | 9                                                           | 10                                                          | 9                                                           | 38                                                          | 42                                                          | −4                                                          | 37                                                          | 9.                                                          |
| 2010/11                                  | Divize D                                                    | 4                                                           | 30                                                          | 16                                                          | 5                                                           | 9                                                           | 62                                                          | 35                                                          | +27                                                         | 53                                                          | 1.                                                          |
| 2011/12                                  | Moravskoslezská fotbalová liga                              | 3                                                           | 30                                                          | 9                                                           | 5                                                           | 16                                                          | 39                                                          | 59                                                          | −20                                                         | 32                                                          | 14.                                                         |
| 2012/13                                  | Moravskoslezská fotbalová liga                              | 3                                                           | 30                                                          | 7                                                           | 5                                                           | 18                                                          | 33                                                          | 65                                                          | −32                                                         | 26                                                          | 16.                                                         |
| 2013/14                                  | Divize D                                                    | 4                                                           | 30                                                          | 21                                                          | 2                                                           | 7                                                           | 65                                                          | 34                                                          | +31                                                         | 65                                                          | 2.                                                          |
| 2014/15                                  | Divize D                                                    | 4                                                           | 30                                                          | 9                                                           | 12                                                          | 9                                                           | 45                                                          | 39                                                          | +6                                                          | 39                                                          | 8.                                                          |
| 2015/16                                  | Divize D                                                    | 4                                                           | 30                                                          | 13                                                          | 6                                                           | 11                                                          | 54                                                          | 37                                                          | +17                                                         | 45                                                          | 6.                                                          |
| 2016/17                                  | Divize D                                                    | 4                                                           | 30                                                          | 16                                                          | 9                                                           | 5                                                           | 50                                                          | 23                                                          | +27                                                         | 57                                                          | 3.                                                          |
| 2017/18                                  | Divize D                                                    | 4                                                           | 28                                                          | 15                                                          | 9                                                           | 4                                                           | 72                                                          | 24                                                          | +48                                                         | 54                                                          | 2.                                                          |
| 2018/19                                  | Divize D                                                    | 4                                                           | 30                                                          | 22                                                          | 5                                                           | 3                                                           | 81                                                          | 20                                                          | +61                                                         | 71                                                          | 2.                                                          |
| 2019/20                                  | Moravskoslezská fotbalová liga                              | 3                                                           | 18                                                          | 9                                                           | 5                                                           | 4                                                           | 19                                                          | 12                                                          | +7                                                          | 32                                                          | 5.                                                          |
| 2020/21                                  | Moravskoslezská fotbalová liga                              | 3                                                           | 11                                                          | 4                                                           | 3                                                           | 4                                                           | 14                                                          | 13                                                          | +1                                                          | 15                                                          | 10.                                                         |
| 2021/22                                  | Moravskoslezská fotbalová liga                              | 3                                                           | 32                                                          | 17                                                          | 6                                                           | 9                                                           | 71                                                          | 41                                                          | +30                                                         | 57                                                          | 5.                                                          |
| 2022/23                                  | Moravskoslezská fotbalová liga                              | 3                                                           | 34                                                          | 20                                                          | 6                                                           | 8                                                           | 59                                                          | 30                                                          | +29                                                         | 66                                                          | 3.                                                          |
| 2023/24                                  | Moravskoslezská fotbalová liga                              | 3                                                           | 34                                                          | 10                                                          | 13                                                          | 11                                                          | 44                                                          | 40                                                          | +4                                                          | 43                                                          | 12.                                                         |
| 2024/25                                  | Moravskoslezská fotbalová liga                              | 3                                                           | 34                                                          | 11                                                          | 6                                                           | 17                                                          | 44                                                          | 60                                                          | -16                                                         | 39                                                          | 15.                                                         |
| 2025/26                                  | Přebor Jihomoravského kraje                                 | 5                                                           |                                                             |                                                             |                                                             |                                                             |                                                             |                                                             |                                                             |                                                             |                                                             |

Poznámky:
- 1941/42: Soutěž byla ukončena v neděli 2. srpna 1942.[39] Poslední zápas ročníku, po němž měla všechna mužstva shodný počet 23 odehraných utkání, se hrál v neděli 16. srpna 1942 v Hodoníně a domácí SK Moravia v něm prohrála s SK Bystrc 1:3 (poločas 1:0).[60]
- 2019/20 a 2020/21: Tyto sezony byly předčasně ukončeny z důvodu pandemie covidu-19 v Česku.

## FC Slovan Rosice „B“
FC Slovan Rosice „B“ je rezervním týmem rosického Slovanu, který hrál nejvýše v I. B třídě Jihomoravského kraje. Po sezoně 2013/14 byl zrušen, před sezonou 2018/19 činnost obnovil a po sezóně 2024/25 byl opět zrušen.

### Umístění v jednotlivých sezonách
Stručný přehled
Zdroj: 
- 1999–2002: Okresní soutěž Brno-venkov – sk. B
- 2002–2011: Okresní přebor Brno-venkov
- 2011–2014: I. B třída Jihomoravského kraje – sk. B
- 2014–2018: bez soutěže
- 2018–2019: Základní třída Brno-venkov – sk. B
- 2019–2021: Okresní soutěž Brno-venkov – sk. B
- 2021–2022: Okresní přebor Brno-venkov
- 2022–2025: I. B třída Jihomoravského kraje – sk. B

Jednotlivé ročníky
Zdroj: 
Legenda: Z – zápasy, V – výhry, R – remízy, P – porážky, VG – vstřelené góly, OG – obdržené góly, +/− – rozdíl skóre, B – body, červené podbarvení – sestup, zelené podbarvení – postup, fialové podbarvení – reorganizace, změna skupiny či soutěže
| Česko (1999 – ) |                                               |                                               |                                               |                                               |                                               |                                               |                                               |                                               |                                               |                                               |                                               |
| Sezóny          | Liga                                          | Úroveň                                        | Z                                             | V                                             | R                                             | P                                             | VG                                            | OG                                            | +/−                                           | B                                             | Pozice                                        |
| 1999/00         | Okresní soutěž Brno-venkov – sk. B            | 9                                             | 30                                            | 15                                            | 7                                             | 8                                             | 66                                            | 41                                            | +25                                           | 52                                            | 4.                                            |
| 2000/01         | Okresní soutěž Brno-venkov – sk. B            | 9                                             | 26                                            | 14                                            | 4                                             | 8                                             | 80                                            | 49                                            | +31                                           | 46                                            | 2.                                            |
| 2001/02         | Okresní soutěž Brno-venkov – sk. B            | 9                                             | 26                                            | 21                                            | 2                                             | 3                                             | 85                                            | 29                                            | +56                                           | 65                                            | 1.                                            |
| 2002/03         | Okresní přebor Brno-venkov                    | 8                                             | 26                                            | 14                                            | 1                                             | 11                                            | 58                                            | 39                                            | +19                                           | 43                                            | 4.                                            |
| 2003/04         | Okresní přebor Brno-venkov                    | 8                                             | 26                                            | 11                                            | 4                                             | 11                                            | 47                                            | 52                                            | −5                                            | 37                                            | 7.                                            |
| 2004/05         | Okresní přebor Brno-venkov                    | 8                                             | 26                                            | 9                                             | 2                                             | 15                                            | 37                                            | 62                                            | −25                                           | 29                                            | 12.                                           |
| 2005/06         | Okresní přebor Brno-venkov                    | 8                                             | 26                                            | 9                                             | 6                                             | 11                                            | 30                                            | 42                                            | −12                                           | 33                                            | 9.                                            |
| 2006/07         | Okresní přebor Brno-venkov                    | 8                                             | 26                                            | 9                                             | 5                                             | 12                                            | 40                                            | 50                                            | −10                                           | 32                                            | 9.                                            |
| 2007/08         | Okresní přebor Brno-venkov                    | 8                                             | 26                                            | 10                                            | 7                                             | 9                                             | 57                                            | 54                                            | +3                                            | 37                                            | 7.                                            |
| 2008/09         | Okresní přebor Brno-venkov                    | 8                                             | 26                                            | 11                                            | 6                                             | 9                                             | 41                                            | 42                                            | −1                                            | 39                                            | 6.                                            |
| 2009/10         | Okresní přebor Brno-venkov                    | 8                                             | 26                                            | 11                                            | 6                                             | 9                                             | 60                                            | 39                                            | +21                                           | 39                                            | 3.                                            |
| 2010/11         | Okresní přebor Brno-venkov                    | 8                                             | 26                                            | 17                                            | 7                                             | 2                                             | 66                                            | 24                                            | +42                                           | 58                                            | 1.                                            |
| 2011/12         | I. B třída Jihomoravského kraje – sk. B       | 7                                             | 26                                            | 13                                            | 4                                             | 9                                             | 61                                            | 47                                            | +14                                           | 43                                            | 3.                                            |
| 2012/13         | I. B třída Jihomoravského kraje – sk. B       | 7                                             | 26                                            | 10                                            | 4                                             | 12                                            | 46                                            | 55                                            | −9                                            | 34                                            | 7.                                            |
| 2013/14         | I. B třída Jihomoravského kraje – sk. B       | 7                                             | 26                                            | 8                                             | 4                                             | 14                                            | 38                                            | 68                                            | −30                                           | 28                                            | 12.                                           |
| 2014–2018       | V těchto letech B-mužstvo nevyvíjelo činnost. | V těchto letech B-mužstvo nevyvíjelo činnost. | V těchto letech B-mužstvo nevyvíjelo činnost. | V těchto letech B-mužstvo nevyvíjelo činnost. | V těchto letech B-mužstvo nevyvíjelo činnost. | V těchto letech B-mužstvo nevyvíjelo činnost. | V těchto letech B-mužstvo nevyvíjelo činnost. | V těchto letech B-mužstvo nevyvíjelo činnost. | V těchto letech B-mužstvo nevyvíjelo činnost. | V těchto letech B-mužstvo nevyvíjelo činnost. | V těchto letech B-mužstvo nevyvíjelo činnost. |
| 2018/19         | Základní třída Brno-venkov – sk. B            | 10                                            | 26                                            | 24                                            | 1                                             | 1                                             | 124                                           | 26                                            | +98                                           | 73                                            | 1.                                            |
| 2019/20         | Okresní soutěž Brno-venkov – sk. B            | 9                                             | 13                                            | 7                                             | 2                                             | 4                                             | 52                                            | 31                                            | +21                                           | 23                                            | 4.                                            |
| 2020/21         | Okresní soutěž Brno-venkov – sk. B            | 9                                             | 10                                            | 10                                            | 0                                             | 0                                             | 51                                            | 3                                             | +48                                           | 30                                            | 1.                                            |
| 2021/22         | Okresní přebor Brno-venkov                    | 8                                             | 26                                            | 22                                            | 2                                             | 2                                             | 102                                           | 27                                            | -16                                           | 39                                            | 1.                                            |
| 2022/23         | I. B třída Jihomoravského kraje – sk. B       | 7                                             | 26                                            | 12                                            | 7                                             | 7                                             | 53                                            | 36                                            | +17                                           | 43                                            | 5.                                            |
| 2023/24         | I. B třída Jihomoravského kraje – sk. B       | 7                                             | 26                                            | 19                                            | 4                                             | 3                                             | 97                                            | 41                                            | +56                                           | 61                                            | 2.                                            |
| 2024/25         | I. B třída Jihomoravského kraje – sk. B       | 7                                             | 26                                            | 10                                            | 2                                             | 14                                            | 73                                            | 68                                            | +5                                            | 32                                            | 7.                                            |

Poznámky:
- 2019/20 a 2020/21: Tyto sezony byly předčasně ukončeny z důvodu pandemie covidu-19 v Česku.